# Jehan Mone

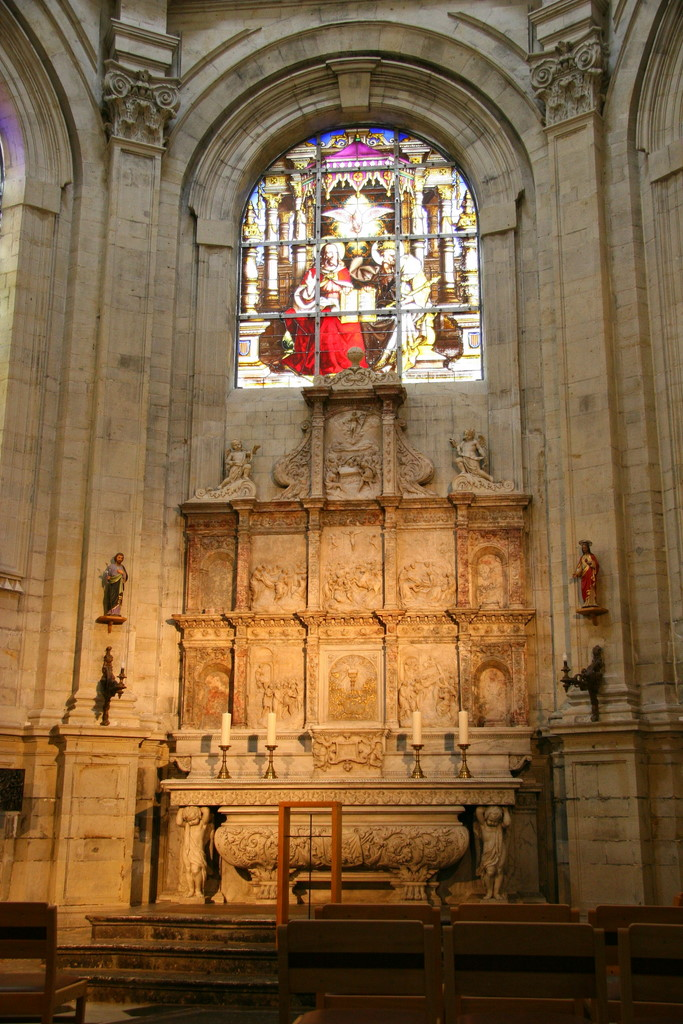
Het albasten passieretabel in de Sint-Michiel en Sint-Goedelekathedraal in Brussel, ca. 1538

Jehan Mone (ook wel Jan of Jannen Mone, Mône, Money, Monet, Monetz, Mosnet, Monnot, Moynet of Moné) (Thionville of Metz, tussen 1480 en 1485 - waarschijnlijk te Mechelen, waarschijnlijk in 1554) was een van de vele kunstenaars uit de Bourgondisch-Habsburgse omgeving in de Nederlanden die in dienst van de Habsburgse vorsten werkte. Mone was een van de eerste renaissancebeeldhouwers in de Nederlanden. Hij werkte met albast. 

## Levensloop
Mone werd geboren tussen 1480 en 1485, waarschijnlijk te Thionville of Metz, beide in het noordoosten van het huidige Frankrijk. Hoewel het bewijs ervoor ontbreekt, wordt als geboortedatum meestal 1485 of circa 1485 vermeld.
Zijn ouders waren vader Mone, die zijn voornaam aan Jehan Mone gegeven heeft, schepen was te Thionville en in 1498 te Metz stierf, en Poissante de Bongard. De voornamen van Mones groot- en overgrootvader zijn bekend: Didier. De betovergrootvader langs vaderskant heette Arnould en is in 1334 getrouwd met Martine Haiche. De voornamen van haar vader en grootvader zijn bekend: Auburtin en Walrin, van wie vaststaat dat hij alleszins in 1320 leefde en amman van Saint-Maximin te Metz was.
In het begin van de zestiende eeuw kwam hij naar Antwerpen. Albrecht Dürer vermeldt dat Mone in 1521 - ook, nog of opnieuw - in Antwerpen woonde en dat hij het er financieel goed had.
In 1524 woonde hij te Mechelen. De stad die hem betaald had om er te komen wonen, betaalde hem vanaf 1525 tot 1549 een jaarlijks pensioen uit. Volgens Saintenoy woonde hij zeker 1542 in "de Adeghemstrate".
In 1524 en misschien wel eerder zou hij tot "Maistre artiste de l’empereur" (meester-kunstenaar van keizer Karel V) benoemd zijn. Zeker is dat hij die titel in 1533 voerde: hij staat immers vermeld op het Moneretabel in de Sint-Martinusbasiliek van Halle, dat in dat jaar klaar was.
In 1539 en 1540 was hij te Metz en Thionville. De reden was het erven van de heerlijkheid van Luttange van een familielid dat in 1535 was gestorven en afstammelinge was Jehan Haiche, broer van Aubertin. Hij erfde ook een deel van hotel Gornay-Luttange te Metz. Hij mocht zich “escuyer" en "seigneur de Luttange” noemen.
Meer dan waarschijnlijk stierf hij in 1554 in Mechelen.

## Opleiding
Mone zou een opleiding in wat nu Italië genoemd wordt, waarschijnlijk in het noorden ervan, gevolgd hebben. Saintenoy ontkent dit en vermeldt dat hij "a reçu (…) son inspiration d’artistes lombards, soit dans leur pays, soit de l’un ou de l’autre de ces artistes voyageurs que l’on retrouve" zowat overal in Europa. "il a dus très bien pu faire son apprentissage d’artiste à l’école de ces Italiens émigrés dans les cours du Nord." Invloed van ‘Spaanse’ kunstenaars ontkent Saintenoy omdat die zelf door ‘Italië’ beïnvloed zijn. De opleiding kan dus 'op louter visueel vlak' gebeurd zijn: kunstwerken uit andere gebieden werden immers via etsen of kopieën in andere streken bekend.

## Barcelona
In tegenstelling tot Delva en Van Dormael die er niet aan twijfelen dat Mone vanaf 1516 in Spanje werkzaam was, toen al in dienst van de toekomstige keizer, vermeldt Saintenoy niets over een ‘Spaans’ verblijf. Delva en Van Dormael blijven vaag over een verblijf in ‘Spanje’: ze vermelden niet in welk deel hij is geweest. Caudron vermeldt een verblijf te Barcelona en weet dat hij er samenwerkte met de bekende Bartolomè Ordóñez.
Beeldhouwer Bartolomé Ordóñez leefde van 1480 tot 1520. Hij is in ‘Italië’ geweest. Vanaf 1515 werkte hij in Barcelona, onder meer aan het koor in het schip van de kathedraal van Santa Eulália i la Santa Creu of de heilige Eulalia en het heilig Kruis.  
Hij zou er meegewerkt hebben aan de albasten panelen van het koor die opvallen zodra men de kerk langs het west- of hoofdportaal betreedt, en mooie voorbeelden van renaissancistische beeldhouwkunst zijn.
De Spaanse Wikipedia: "En la primera obra conocida de Ordóñez colaboran los ayudantes italianos de su taller, Monet", Mone dus. De beelden van de heilige Severus en de heilige Eulalia worden weliswaar mits enige twijfel aan Mone toegeschreven. Ze worden als "Inexpresivas y muy inferiores" omschreven. 
De Catalaanse Wikipedia vermeldt dat om "Juan" of Jehan " Petit Monet" gaat.

## Portret en zelfportret
Dürer die Mone in Antwerpen heeft leren kennen, heeft hem geschilderd. Het portret is verloren gegaan.
Er bestaat een loden medaillon dat het opschrift "Jehan Mone" draagt en deel uitmaakt of uitgemaakt heeft van de verzameling Munter te Leuven. Het zou dateren uit de periode van 1540 tot 1550. Mone ziet eruit als een zestigjarige, zonder baard en met lang, tot op de schouders vallend haar. 
Mone heeft zichzelf meer dan waarschijnlijk afgebeeld. Op “De Heilige Maagd met Christus en twee schenkers”, dat aan Mone toegeschreven wordt en zich in het kasteel van Gaasbeek bevindt, worden links onderaan de 2 schenkers, een man en een vrouw, afgebeeld. De gelijkenis tussen de man van het beeldhouwwerk en die op het loden medaillon is treffend. 
Het Gaasbeekse werk is niet alleen belangrijk omdat het een zelfportret van Mone bevat. Naast Mone is een vrouw als tweede schenker afgebeeld. Het lijkt niet overdreven om te veronderstellen dat het zijn vrouw was: erg vaak werd op kunstwerken het schenkersechtpaar naast elkaar of links en rechts van het centrale thema van het werk afgebeeld.

## Werken
- 1510: grafmonument van Pierre d’Herbais, die in 1504 en 1505 stierf, in de Sint-Martinuskerk te Pepingen.
- 1510: grafmonument van Arnold Hornes, baron van Gaasbeek, die in 1505 stierf, in de Sint-Pieter-en-Sint-Guidokerk te Anderlecht. Zijn zoon Maximiliaan die stierf in 1530, heeft de opdracht gegeven.
- 1516: graftombe van Hendrik van Wittem, die in 1516 stierf, in de parochiekerk te Beersel. Zijn zoon Hendrik die stierf in 1523, heeft de opdracht gegeven.
- 1521: grafmonument van Willem van Croÿ, overleden in 1521, aartsbisschop van Toledo in Spanje en abt van Affligem, die in 1521 stierf, in de Capucijnenkerk te Edingen, maar vroeger te Heverlee.
- 1526: “Karel V en Isabella van Portugal” in het kasteel van Gaasbeek.
- “Mone-retabel” in de Trasegnieskapel van de Sint-Martinusbasiliek van Halle.
- Graftombe van Karel van Lalaing in het Museum te Douai, maar vroeger in de abdij van Prets-lés- Douai.
- 1527-1529: graftombe van Antoon I van Lalaing en Elisabeth van Culemborg in de Sint-Catharinakerk in Hoogstraten.
- 1538: “Passieretabel” of “keizer Karel-retabel” in de as- of Maeskapel van de kooromgang van de Sint-Michiel en Sint-Goedelekathedraal te Brussel.
- 1542: graftombe van Maximilaan van Hornes, gestorven in 1542, te Kasteelbrakel.
- Midden van de zestiende eeuw: “De Heilige Maagd met Christus en twee schenkers” in de Blauwe Kamer van het Kasteel van Gaasbeek.

## Mone-retabel in de Sint-Martinusbasiliek van Halle
Het “Mone-retabel” is het enige werk dat gedateerd is en de naam van de kunstenaar vermeldt. De vermelding staat onder het beeld van de heilige Martinus: "Jehan Mône Maistre artiste de ’empereur ai faict cest dict retable".
Het retabel staat op een predella of soort voetstuk. 
Op de eerste 2 verdiepingen worden de 7 sacramenten op medaillons afgebeeld. Op de eerste verdieping zijn dat tussen pilaren van links naar rechts "Confirmation" of vormsel, "Confession" of biecht of sacrament van de verzoening, "Mariage" of huwelijk en Extrème-"Onction" of ziekenzalving of heilig oliesel; op de tweede verdieping tussen zuilen van links naar rechts "Baptesme" of doopsel, "Sacrement" of communie en "Prestise" of wijding tot diaken, priester of bisschop. De medaillons van tweede verdieping worden geflankeerd door 2 van de 4 kerkvaders. 
Op de derde verdieping is de heilige Martinus die een stuk van zijn mantel aan een bedelaar geeft, afgebeeld. Hij wordt geflankeerd door de 2 andere kerkvaders onderaan en helemaal naar buiten en door 2 evangelisten bovenaan tussen de kerkvaders en Martinus. 
Op de vierde verdieping is een tabernakel in de vorm van een cilinder. Het wordt geflankeerd door de 2 andere evangelisten aan de voet ervan. 
Op de vijfde verdieping is een kleinere cilinder. Hij wordt omgeven door 8 putti, mollige kinderfiguren. 
Op de zesde verdieping op een halve bol staat de pelikaan die zich tot bloedens toe in de borst pikt en met zijn bloed zijn jongen voedert. Hij is het symbool voor Christus die zijn leven voor de mensen zou gegeven hebben en dus voor de eucharistie die tweemaal als sacrament aanwezig is.
Het “Mone-retabel” loopt vooruit op het Concilie van Trente. Dat concilie was een reactie van de kerk tegen de reformatie die tot een scheuring in de katholieke kerk geleid heeft: bedoeling was om duidelijkheid te brengen over door protestanten in vraag gestelde geloofspunten. Geloofswaarheid en sacramenten die in de hervorming dus een belangrijke rol speelden, moesten verduidelijkt en bevestigd worden. Sacramenten zijn gewijde handelingen die teruggaan op het leven en het woord van Christus. Men mag ze niet verwarren met sacramentalia.
Het "Mone-retabel" dat oorspronkelijk in het hoogkoor stond, is in het begin van de twintigste eeuw verplaatst naar de Trasegnieskapel.

## Mone en Halle
Hoewel twijfel bij gebrek aan documenten blijft, is het mogelijk dat Mone in Halle geweest is.
De latere keizer Karel V was in 1519 in Barcelona waar hij in de kathedraal een kapittel van de Orde van het Gulden Vlies voorzat. Hij moet er het werk van Mone gezien hebben. Toen Karel in Catalonië het bericht van de dood van zijn grootvader Maximiliaan van Oostenrijk vernam en naar de Nederlanden vertrok, kan Mone mee afgereisd zijn. Het is mogelijk dat hij deel uitmaakte van Karels gevolg dat in 1520 vanuit Brussel naar Halle reisde om de zwarte madonna te danken voor zijn verkiezing tot keizer.
In de Sint-Martinuskerk van Halle zijn de heilige Martinus, de 4 evangelisten en de 4 kerkvaders op verscheidene plaatsen afgebeeld. Dat was reeds zo tijdens Karels bezoek. We vinden ze op Mones retabel terug. Mone kan ze tijdens Karels bezoek of later tijdens de voorbereiding van zijn retabel gezien en in zijn Halse retabel verwerkt hebben.